# Zlatan Čordić
Zlatan Čordić, znan pod psevdonimom Zlatko, slovenski raper, aktivist in igralec ter nekdanji urar, * 7. januar 1983, Ljubljana.
Zlatko je kulturni delavec v svobodnem poklicu. Delal je v urarskem podjetju. Bil je ambasador Evropskega leta 2010. O njem je Jurij Hudolin leta 2019 napisal knjigo O smehu Zlatka Čordića.

## Biografija
Zlatko se je rodil v delavski družini bošnjaškim priseljencem Besimu in Hasniji. Odraščal je v ljubljanskem naselju Fužine.

## Glasbeni stil
Je raper. Njegova glasba ima besedila z odporniškimi vsebinami. V besedilih večkrat poziva k uporu, ter se predstavlja kot »borca za svobodo«.

## Zasebno življenje
Leta 2011 se je poročil. Ima 4 otroke. Je muslimanske veroizpovedi.
Zlatko je bil član 1. sestave Sveta za odziv na sovražni govor pri Mirovnem inštitutu (2015−2016). V obdobju članstva je z ostalimi člani obsodil nastavljeno svinjsko glavo in razlivanje svinjske krvi po gradbišču Islamskega kulturnega centra v Ljubljani.

## Kontroverze

### Dejavnost na protestih
Oktobra 2020 je na ljubljanskih protivladnih protestih Zlatko poskušal snemalcu Nova24TV iz rok iztrgati kamero.
Zlatko je bil na ljubljanskem protivladnem protestu 5. oktobra 2021 pridržan zaradi suma storitve kaznivega dejanja hujskanja k uporu. Proti odreditvi pripora zoper Zlatka je sprva odločila pristojna preiskovalna sodnica in nato še zunajobravnavni senat ljubljanskega okrožnega sodišča, tožilstvo po mnenju sodnikov namreč ni podalo utemeljenega suma storitve omenjenega kaznivega dejanja.

### Nasprotovanje ukrepom za zajezitev epidemije COVID-19
Oktobra 2020 je Zlatko v oddaji Vikend paket na TV SLO 1 nastopil v zaščitni maski, v katero je izrezal luknjo. Na Zlatkov nastop se je med drugim na Twitterju kritično odzval premier Janez Janša. Nekaj dni po incidentu ga je Ministrstvo za kulturo zaradi dejavnosti, ki naj ne bi bile povezane z izkazovanjem usposobljenosti za opravljanje kulturne dejavnosti in naj bi jim Zlatko posvečal bistveni del časa, izbrisalo iz razvida samozaposlenih v kulturi. Zlatko je z odvetnikom Dinom Baukom na Upravnem sodišču RS decembra dosegel odpravo te odločbe in njeno vrnitev v ponovni postopek ministrstva.
Novembra 2020 je Zlatko s kolegom snemalcem v Ljubljani zasledoval direktorja NIJZ Milana Kreka in mu zastavljal vprašanja v zvezi z epidemijo koronavirusa. Med drugim ga je vprašal, če je še živ, in koliko denarja je prejel za 90.000 mrtvih. Posnetek je Zlatko objavil na svojem Facebook profilu. Incident je po Krekovi prijavi preiskovala policija.
Septembra 2021 je Zlatko objavil lasten posnetek, kako je kljub neizpolnjevanju pogoja PCT mimo varnostnika vstopil v trgovino.
Konec oktobra 2021 je Zlatko v javnem pismu zatrdil, da so mu brez razloga ukinili račun pri NKBM. Po navedbah Nova24TV je bil vzrok za ukinitev računa snemanje znotraj poslovalnice in nenošnja zaščitne maske, kar se vidi na posnetku, ki ga je objavil na Facebooku in Twitterju. Po obisku poslovalnice naj bi tudi napadel zaposlene.

## Diskografija

### Samostojni albumi
- Julijan Mak. zvočni CD. Ljubljana : Svet je lep (2020)
- Žive naj vsi narodi. zvočni CD. Ljubljana : Svet je lep (2016)
- Živim lajf. zvočni CD. Ljubljana : Reflektor Music (2014)
- Plečnikova roža. zvočni CD. Ljubljana : Reflektor Music (2012)
- Moj pogled. zvočni CD. Ljubljana : Reflektor Music (2011)
- Zlato ti daje sijaj, ne pa sreče. zvočni CD. Ljubljana : Reflektor Music (2010)
- Zlatko in Optimisti. Izštekani 585 teorija. zvočni CD in video DVD. Ljubljana : Val 202, Radio Slovenija ; Ljubljana : RTV Slovenija, Založba kaset in plošč (2009)
- Zlatko in prijatelji. zvočni CD. Ljubljana : Street13 : distribucija Dallas Records (2008)
- Svet je lepši. zvočni CD. Ljubljana : Street13 (2008)
- Svet je lep. zvočni CD. Ljubljana : Street13 (2007)

### Sodelovanja
- Pieces. Moonshine. zvočni CD. Ljubljana : Dallas Records (2019)
- Radio me gusta. Balkan Boys. zvočni CD. samozaložba (2015)
- Nekje vmes. Nina Pušlar. zvočni CD (2013) • "Svet je tvoj!" feat. Zlatko
- Val 08 : imamo dobro glasbo. zvočni CD. Ljubljana : RTV Slovenija, Založba kaset in plošč ; Ljubljana : Val 202 Radia Slovenija (2008) • "Gospod je prezaseden"
- Rapostol. Trkaj (2007) • vokali[23]
- Mrigz'n'Ghet hitz. Darjan Jeličić - Mrigo in Benjamin Džinić. zvočni CD. samozaložba (2006)
- Vse ob svojem času. Darko Nikolovski. zvočni CD. Ljubljana : Menart (2005) • "Sami norci" - Da II Deuce, Zlatan Čordić, Knez Stipe

## Filmografija

### Igrani filmi
- Utrip ljubezni (2015): Zoki
- Vloga za Emo (2014): strojnik
- To ni zgodba o ljubezni (kratki, 2014)

### Dokumentarni filmi
- Zdravica. Podnanos, rojstni kraj slovenske himne. Vipava : DD Studio : Občina ; Podnanos : Turistično društvo (dokumentarno-igrani, 2017)
- V letu hip hopa (2010)

### Sinhronizacija
- Bolt (2009): Dr. Calico

### TV serije
- TV impresionisti - 1. epizoda: kot gost

## Nastopi v TV oddajah
- Big Brother Slavnih na POP TV (2010)
- Moja Slovenija na TV SLO 1 (po en nastop v 1. in 4. sezoni; 2012 in 2013)